# Геймер (фільм)
«Геймер» (англ. Gamer) — американський фантастичний трилер Марка Невелдіна і Браяна Тейлора.
Перший слоган фільму «In the near future, you don't live to play… you'll play to live.» («У недалекому майбутньому, ти не живеш, щоб грати… ти граєш, щоб жити»), був замінений на «Who's playing you?» («Хто грає [з] тобою?»). Світова прем'єра відбулась 4 вересня 2009 року.

## Сюжет
Дія фільму відбувається в недалекому утопічному майбутньому, де високий розвиток нанотехнологій дозволив технологічному генію Кену Кастлу з'єднати відеогру з реаліті-шоу і змоделювати ультрафункціональну, мультиплеєрну гру «Вбивці», яка стала місцем існування місцевих злочинців.
Джон Тіллман, засуджений до довічного ув'язнення за злочин, якого насправді не скоював, повинен взяти участь у Грі, щоб отримати свободу. Для одного багатого молодого гравця Джон Тіллман це — Кейбл, всього лише керований персонаж гри. Завдяки своїм бойовим здібностям і фізичній силі, Кейбл стає національним героєм і займає перші позиції в грі.
Щотижня мільйони людей в усьому світі в режимі онлайн стежать за ним і сотнею інших смертників, які беруть участь в битвах гри. На думку групи бунтівників, яка протистоїть Кастлу, його гра — це високотехнологічне рабство, а він є тим критичним елементом, який необхідно знищити. Кейбл/Тіллман опинився між двома потужними протиборчими силами, які не зацікавлені, щоб він вижив. З кожним кроком, за яким спостерігають мільйони людей, Джон Тілман б'ється, щоб отримати свободу і знищити систему, яка його ув'язнила.

## В ролях
- Джерард Батлер — Джон Кейбл Тілман
- Амбер Валета — Енджі
- Майкл Голл — Кен Касл
- Кіра Седжвік — Джина Паркер Сміт
- Логан Лерман — Саймон
- Террі Крюз — Гекмен
- Елісон Ломан — Трейс
- Лудакріс — Г'юменіз Бразер
- Джон Легвізамо — Фрік
- Зої Белл — Сандра
- Ешлі Рікардс — 2KATCHAPREDATOR
- Майло Вентімілья — Рік Рейп
- Кіт Девід — агент Кейт

## Зйомки
У травні 2007 Lakeshore Entertainment найняла Марка Невелдайна та Браяна Тейлора для створення висококонцептуального футуристичного трилеру з робочою назвою «Гра». Невелдайн і Тейлор написали сценарій і зайнялися режисурою фільму, головна роль була віддана Джерардові Батлеру.
Зйомки проходили в Альбукерке, штат Нью-Мексико на ABQ Studios і тривалі 53 дні. Для зйомок поза студією був використаний діловий район Альбукерке. Під час зйомок використовували цифрову камеру Red One — це другий фільм знятий за допомогою цієї камери. Першим був «Че» Стівена Содерберга.
31 березня 2009, після узгодження з Lionsgate Publicity, фільм отримав назву «Citizen Game». 8 травня 2009 фільм змінив назву на «Gamer».

## Цікаві факти
- Одну із ролей міг виконати Джеймі Фокс.
- Спочатку проект фільму називався «Game» («Гра»).
- У героя Логана Лермана є футболка з логотипом «Crank», що стосується фільму «Адреналін» (перша робота Невелдайна/Тейлора).
- На початку фільму, коли в різних частинах світу показується реклама реаліті-шоу, використані кадри з фільму «Барака»[3]
- Одним з саундтреків є пісня Меріліна Менсона «Sweet Dreams»